# Cacyparis elegans
Cacyparis elegans är en fjärilsart som beskrevs av Butler 1887. Cacyparis elegans ingår i släktet Cacyparis och familjen trågspinnare. Inga underarter finns listade i Catalogue of Life.